# Cantó de Froissy
El cantó de Froissy és un cantó francès del departament de l'Oise, situat al districte de Clermont. Té 17 municipis i el cap és Froissy.

## Municipis
- Abbeville-Saint-Lucien
- Bucamps
- Campremy
- Froissy
- Hardivillers
- Maisoncelle-Tuilerie
- Montreuil-sur-Brêche
- La Neuville-Saint-Pierre
- Noirémont
- Noyers-Saint-Martin
- Oursel-Maison
- Puits-la-Vallée
- Le Quesnel-Aubry
- Reuil-sur-Brêche
- Saint-André-Farivillers
- Sainte-Eusoye
- Thieux

## Història
| Data d'elecció                           | Identitat      | Partit                                  | Qualitat |
| ---------------------------------------- | -------------- | --------------------------------------- | -------- |
| 1945-1974                                | Paul Vasselle  | Divers droite                           |          |
| 1974-                                    | Alain Vasselle | Divers droite, després RPR, després UMP |          |
| les dades anteriors no són pas conegudes |                |                                         |          |
|                                          |                |                                         |          |

## Demografia
| A partir de 1990: Població sense dobles comptes |